# Lise Bek
Lise Bek, født Dejgaard (født 14. september 1936 i Herning) er en dansk kunsthistoriker. Hun er professor emeritus ved Aarhus Universitet, hvor hun var professor 1990-96. Hendes specialer er rumanalyse og renæssanceforskning.
Hun er datter af landsretssagfører Jens Aksel Dejgaard og hustru Andrea f. Svensson. Bek blev mag.art. i Kunsthistorie fra Aarhus Universitet 1966, seniorstipendiat sammesteds, 1969 og dr.phil. fra Københavns Universitet 1980. Hun var docent, 1989, lektor, 1973-89, seniorstipendiat i kunsthistorie ved Aarhus Universitet, 1969, ansat ved Grenaa Gymnasium 1964-68 og italiensk statsstipendiat i Firenze og Rom 1960.
Hun har desuden været ekstern konsulent og medlem af Det Videnskabelige Råd nedsat i forbindelse med udgivelsen af Den Store Danske Encyklopædi 1991-2001 samt medlem af Nordisk Platonselskab, medlem af International Association for Neo-Latin Studies og medstifter af Sandbjerg-seminarerne for arkitekter, planlæggere og humanister.
Bek har modtaget rejselegat fra Einar Hansens Forskningsfond, 1989, fået tildelt jubilæumsprojektbevilling fra Aarhus Universitets Forskningsfond 1985 og har modtaget Aarhus Universitets guldmedalje for besvarelse af prisopgave i kunsthistorie 1962.
Hun blev gift 20. juni 1959 med adjunkt Aksel Bek (5. november 1932 i Fredericia – 1969).

## Produktion
- Arkitektur som synlig tale, Ikaros Press 2010.
- Reality in the Mirror of Art, Aarhus University Press, 2003
- Indledning og oversættelse, Erwin Panofsky, Gotisk arkitektur og skolastik, 2002.
- Oversættelse af Leon Battista Alberti, Om billedkunsten, 2000.
- Urbinostudier, 1998.
- (sammen med Henrik Oxvig) Rumanalyser, 1997.
- Virkeligheden i kunstens spejl, 1988.
- Arkitektur og livsmønster, Borgen 1983.
- "Towards paradise on earth, modern space conception in architecture, a creation of renaissance humanism", Analecta romana instituti Danici IX, 1980.